# Kofi Awoonor
Kofi Nyidevu Awoonor (Wheta, 13 maart 1935 – Nairobi, 21 september 2013) was een Ghanees schrijver. Tussen 1990 en 1994 was Awoonor ambassadeur van Ghana bij de Verenigde Naties.

## Leven en werk
Awoonor was een van de bekendste Ghanese schrijvers. Hij schreef zowel poëzie, romans als essays. Daarnaast was Awoonor politiek actief en vertegenwoordigde hij zijn land in het buitenland. Awoonor was enkele malen in Nederland, onder meer voor optredens bij Poetry International in 1980 en 1994. Awoonor werd op 21 september 2013 gedood tijdens de aanslag in het winkelcentrum Westgate in Nairobi. Hij zou daar dezelfde avond optreden op het literaire festival Storymoja Hay.

## Boeken (in Nederlandse vertaling)
- Dichters in tachtig. Programmaboekje Poetry international 1980.  Martin Mooij en Johan Gerritsen, met bijdr. van Kofi Awoonor en anderen. Rotterdam, Rotterdamse Kunststichting, 1980. Geen ISBN.
- Kofi N. Awoonor: Komt de reiziger weerom. Relaas van de terugkeer naar Afrika. (Roman) Vertaling door Irma van Dam. Amsterdam, In de Knipscheer, 1994. ISBN 90-6265-379-0